# Quartell (ort)
Quartell är en ort i Spanien.   Den ligger i provinsen Província de València och regionen Valencia, i den östra delen av landet, 300 km öster om huvudstaden Madrid. Quartell ligger 38 meter över havet och antalet invånare är 1 395.
Terrängen runt Quartell är kuperad åt nordväst, men åt sydost är den platt. Runt Quartell är det tätbefolkat, med 411 invånare per kvadratkilometer. Närmaste större samhälle är Sagunto, 5,6 km söder om Quartell. Trakten runt Quartell består till största delen av jordbruksmark.